# Tiro na Universíada de Verão de 2011
O tiro desportivo na Universíada de Verão de 2011 foi disputado no Centro de Tiro de Shenzhen , China entre 18 e 22 de agosto de 2011. Foi um dos onze esportes opcionais desta edição indicados pela Federação Nacional de Esportes Universitários (National University Sports Federation - NUSF) do país organizador.

## Homens
| Evento                         | Ouro                           | Prata                     | Bronze                        |
| Eventos Individuais            |                                |                           |                               |
| Pistola de ar comprimido 10 m  | Coreia do Sul Lee Dae-Myung    | China Pang Wei            | Coreia do Sul Kim Geun-Bok    |
| Carabina de ar comprimido 10 m | Itália Niccolò Campriani       | Coreia do Sul Yu Jae-Chul | China Gong Jiawei             |
| Pistola automática 25 m        | China Ding Feng                | China Zhou Zhiguo         | China Li Yuehong              |
| Pistola standard 25 m          | China Ding Feng                | China Zhou Zhiguo         | Rússia Dmitrij Brajko         |
| Pistola 50 m                   | Coreia do Sul Lee Dae-Myung    | Sérvia Damir Mikec        | China Mai Jiajie              |
| Carabina 50 m três posições    | Itália Niccolò Campriani       | China Kang Hongwei        | Rússia Sergej Kamenskij       |
| Carabina 50 m deitado          | Bielorrússia Juryj Ščarbacėvič | China Cao Yifei           | Cazaquistão Aleksandr Ermakov |
| Eventos por equipe             |                                |                           |                               |
| Pistola de ar comprimdo 10 m   | Coreia do Sul                  | China                     | Rússia                        |
| Carabina de ar comprimido 10 m | Itália                         | China                     | Rússia                        |
| Pistola automática 25 m        | China                          | França                    | Rússia                        |
| Pistola standard 25 m          | Japão                          | China                     | Roménia                       |
| Pistola 50 m                   | China                          | Coreia do Sul             | Polónia                       |
| Carabina 50 m três posições    | China                          | França                    | Rússia                        |
| Carabina 50 m deitada          | Bielorrússia                   | Mongólia                  | Suécia                        |

## Feminino
| Evento                         | Ouro                            | Prata                             | Bronze                          |  |  |  |
|                                |                                 |                                   |                                 |  |  |  |
| Pistola de ar comprimido 10 m  | Índia Harveen Srao              | Tailândia Tanyaporn Prucksakorn   | Ucrânia Olena Kostevyč          |  |  |  |
| Carabina de ar comprimido 10 m | Itália Petra Zublasing          | Áustria Lisa Ungerank             | Alemanha Manuela Christel Felix |  |  |  |
| Pistola 25 m                   | Tailândia Tanyaporn Prucksakorn | Sérvia Zorana Arunović            | Ucrânia Olena Kostevyč          |  |  |  |
| Carabina 50 m de três posições | Chéquia Adéla Sýkorová          | Mongólia Chuluunbadrakh Narantuya | Hungria Kata Veres              |  |  |  |
| Carabina 50m deitada           | China Li Peijing                | China Wang Chengyi                | África do Sul Marli Vlok        |  |  |  |
| Eventos por equipe             |                                 |                                   |                                 |  |  |  |
| Pistola de ar comprimido 10 m  | Índia                           | Rússia                            | Ucrânia                         |  |  |  |
| Carabina de ar comprimido 10 m | China                           | Coreia do Sul                     | Rússia                          |  |  |  |
| Pistola 25 m                   | Ucrânia                         | Coreia do Sul                     | China                           |  |  |  |
| Carabina 50m três posições     | China                           | França                            | Chéquia                         |  |  |  |
| Carabina 50m deitada           | China                           | Rússia                            | Tailândia                       |  |  |  |

## Tiro ao alvo

### Homens
| Evento              | Ouro                                                             | Prata                                                           | Bronze                                                                   |
| Eventos Individuais |                                                                  |                                                                 |                                                                          |
| Skeet               | Itália Giancarlo Tazza                                           | Alemanha Ralf Buchheim                                          | Alemanha Gorden Gosch                                                    |
| Fossa olímpica      | Itália Marco Panizza                                             | Polónia Jakub Trzebiński                                        | Itália Simone Lorenzo Prosperi                                           |
| Fossa Dupla         | Rússia Aleksandr Furas'ev                                        | China Pan Qiang                                                 | Coreia do Sul Hwang Sung-Jin                                             |
| Eventos por Equipe  |                                                                  |                                                                 |                                                                          |
| Skeet               | Chéquia · Daniel Herberger · Petr Málek · Jakub Novota           | Rússia · Aleksandr Bondar · Nikolaj Pilščikov · Nikolay Teplyj  | Chipre · Andreas Chasikos · Dimitris Konstantinou · Anastasios Chapesiis |
| Fossa olímpica      | Itália · Simone Lorenzo Prosperi · Andrea Miotto · Marco Panizza | China · Li Yang · Liu Jie · Du Yu                               | Polónia · Jakub Trzebiński · Łukasz Szum · Piotr Kowalczyk               |
| Fossa dupla         | China · Li Jun · Pan Qiang · Yang Yiyang                         | Rússia · Aleksandr Furas'ev · Artur Mingazov · Roman Zagummenov | Itália · Antonino Barillà · Alessandro Chianese · Ferdinando Rossi       |

### Mulheres
| Evento             | Ouro                                   | Prata                                                                    | Bronze                                                           |
| Individual         |                                        |                                                                          |                                                                  |
| Skeet              | Eslováquia Monika Zemková              | Eslováquia Danka Barteková                                               | China Yu Xiumin                                                  |
| Fossa olímpica     | Alemanha Jana Beckmann                 | Austrália Catherine Skinner                                              | Coreia do Sul Kang Gee-Hun                                       |
| Fossa Dupla        | China Yang Xiaohui                     | Cazaquistão Marija Dmitrienko                                            | Taipé Chinesa Hsu Jie-Yu                                         |
| Eventos por Equipe |                                        |                                                                          |                                                                  |
| Skeet              | China · Min Lu · Jing Yang · Xiumin Yu | Cazaquistão · Elvira Akchurina · Zhania Aidarkhanova · Angelina Michshuk | Rússia · Landysh Garaeva · Albina Shakirova · Anastasila Kitaeva |

## Quadro de Medalhas
| Posição | País          |    |    |    | Total |
| ------- | ------------- | -- | -- | -- | ----- |
| 1       | China         | 13 | 10 | 5  | 28    |
| 2       | Itália        | 7  | 0  | 2  | 9     |
| 3       | Coreia do Sul | 3  | 4  | 3  | 10    |
| 4       | Chéquia       | 2  | 0  | 1  | 3     |
| 5       | Bielorrússia  | 2  | 0  | 0  | 2     |
| 5       | Índia         | 2  | 0  | 0  | 6     |
| 7       | Rússia        | 1  | 5  | 8  | 14    |
| 8       | Alemanha      | 1  | 1  | 2  | 4     |
| 8       | Tailândia     | 1  | 1  | 2  | 4     |
| 10      | Eslováquia    | 1  | 1  | 0  | 2     |
| 11      | Ucrânia       | 1  | 0  | 3  | 4     |
| 12      | França        | 0  | 3  | 0  | 3     |
| 13      | Cazaquistão   | 0  | 2  | 1  | 3     |
| 14      | Mongólia      | 0  | 2  | 0  | 2     |
| 14      | Sérvia        | 0  | 2  | 0  | 2     |
| 16      | Polónia       | 0  | 1  | 2  | 3     |
| 17      | Austrália     | 0  | 1  | 0  | 1     |
| 17      | Áustria       | 0  | 1  | 0  | 1     |
| 19      | Chipre        | 0  | 0  | 1  | 1     |
| 19      | África do Sul | 0  | 0  | 1  | 1     |
| 19      | Suécia        | 0  | 0  | 1  | 1     |
| 19      | Taipé Chinesa | 0  | 0  | 1  | 1     |
| 19      | Hungria       | 0  | 0  | 1  | 1     |
| Total   | Total         | 34 | 34 | 34 | 102   |